# Franz Erntl
Franz Erntl (* 5. Jänner 1902 in Sollenau, Niederösterreich; † 22. Dezember 1990 in Neufeld an der Leitha, Burgenland) war ein österreichischer Maler und Lehrer an der Hauptschule in Neufeld an der Leitha.

## Leben
Franz Erntl besuchte von 1917 bis 1920 die Lehrerbildungsanstalt St. Pölten und von 1926 bis 1930 an der Akademie der Bildenden Künste Wien bei Karl Sterrer. Er war von 1923 bis 1963 als Lehrer im Burgenland tätig und wohnte von 1926 bis zu seinem Tod im Jahre 1990 in Neufeld an der Leitha. 1973 wurde ihm der Titel Professor verliehen.
Franz Erntl war mit Maria Erntl (1912–1995) verheiratet.

## Wirken
Künstlerisch spannt sich Erntls Œuvre vom Ölbild bis zu den diversen graphischen Techniken, aber nur die Malerei begleitet ihn durch sein ganzes Schaffen.

## Anerkennungen
- 1962: Kulturpreis für Bildende Kunst des Landes Niederösterreich
- 1978: Kulturpreis des Landes Burgenland
- Prof.-Franz-Erntl-Siedlung in Neufeld an der Leitha

## Publikationen
- Stefan Zvonarich: Čitanka. Textillustrationen von Franz Erntl und Hans Vonmetz, Österreichischer Bundesverlag, Wien 1950.
- Franz Erntl. Malerei - Graphik. Ausstellungskatalog 1974, Burgenländische Landesgalerie im Schloss Esterhazy Eisenstadt, Eisenstadt 1974.
- mit Franz Kaindl, Hellmut Andics: Franz Erntl. Eine Monographie. Edition Rötzer, Eisenstadt 1982, ISBN 3-85374-092-8.